# Baloči
Baloči (en serbe cyrillique: Балочи) est un village de l'est du Monténégro, dans la municipalité de Podgorica.

## Démographie

### Évolution historique de la population
Après avoir stagné entre 1948 et 1953, la population de Baloči diminue de manière soutenue et passe de 242 habitants à seulement 42 en 2003.
| 1948 | 1953 | 1961 | 1971 | 1981 | 1991 | 2003 |
| ---- | ---- | ---- | ---- | ---- | ---- | ---- |
| 243  | 242  | 192  | 122  | 111  | 64   | 42   |